# 중랑 나들목
중랑 나들목(Jungnang IC)은 서울특별시 중랑구 신내동과 경기도 구리시 인창동에 걸쳐 설치된 세종포천고속도로의 2번 교차로이다.

## 연혁
- 2012년 6월 5일 : 구리포천고속도로 신설을 위해 서울특별시 중랑구 도시계획시설 교통광장에 신내동 일원을, 구리시 도시계획시설 교통광장에 인창동 일원을 중랑 나들목으로 고시[1]
- 2014년 12월 24일 : 구리포천고속도로 민간투자사업 실시계획 변경으로 인해 서울시 중랑구 도시계획시설 교통광장과 구리시 도시계획시설 교통광장 면적 변경[2]
- 2017년 6월 30일 : 세종포천고속도로 구리 ~ 포천 구간 개통과 함께 통행 개시[3]

## 구조물 정보
- 위치: 서울특별시 중랑구 신내동, 경기도 구리시 인창동
- 북중랑 요금소(안성방향 진출): 경기도 구리시 갈매동 53-20
- 북중랑 요금소(포천방향 진입): 경기도 구리시 갈매동 54
- 중랑 요금소(안성방향 진입) : 서울특별시 중랑구 신내역로 71 (신내동 47-11)
- 중랑 요금소(포천방향 진출) : 서울특별시 중랑구 구리포천고속도로 3 (신내동 12)
- 영업소 : 서울특별시 중랑구 구리포천고속도로 3 (신내동 3)

## 접속하는 도로
- 북부간선도로(노원구.중랑구.태릉.성북구.동대문구)